# Fred Smith
Fred Smith (Nueva York, 10 de abril de 1948) es un músico estadounidense que es conocido por haber sido bajista de las bandas de new wave (en castellano: nueva ola) Blondie y Television.
Smith dejó Blondie en 1975 para reemplazar a Richard Hell en Televisión (que tocaba en el club CBGB al igual que Blondie). Según Smith, Blondie era como un bote que se estaba hundiendo y 'Television' era mi banda favorita.
Cuando Television se separaron en 1978 volvió a formar parte de Blondie, a pesar de la reacción negativa que había causado su marcha en los otros integrantes del grupo.
Smith también participó en los álbumes solistas de los guitarristas de Television Tom Verlaine y Richard Lloyd, y tocó con artistas  y bandas como The Roches, Willie Nile, The Peregrines y The Fleshtones.